# Baimadu
Baimadu (kinesiska: 白马渡) är en köping i Kina. Den ligger i provinsen Hunan, i den södra delen av landet, omkring 320 kilometer sydväst om provinshuvudstaden Changsha. Antalet invånare är 32 257. Befolkningen består av 15 007 kvinnor och 17 250 män. Barn under 15 år utgör 23,0 %, vuxna 15-64 år 68 %, och äldre över 65 år 7,0 %.
Runt Baimadu är det tätbefolkat, med 257 invånare per kvadratkilometer. Närmaste större samhälle är Daojiang, 10,9 km väster om Baimadu. Trakten runt Baimadu består till största delen av jordbruksmark.
Genomsnittlig årsnederbörd är 2 044 millimeter. Den regnigaste månaden är maj, med i genomsnitt 302 mm nederbörd, och den torraste är oktober, med 49 mm nederbörd.